# Октакарбонилдиферрат натрия
Октакарбонилдиферрат натрия — неорганическое соединение,
карбонильный комплекс натрия и железа
с формулой Na2[Fe2(CO)8],
жёлто-коричневые кристаллы,
растворяется в воде.

## Получение
- Реакция раствора пентакарбонила железа в тетрагидрофуране и амальгамы натрия под действием сильного ультрафиолетового облучения в инертной атмосфере:

{\displaystyle {\mathsf {2Fe(CO)_{5}+2Na\ {\xrightarrow {h\nu }}\ Na_{2}[Fe_{2}(CO)_{8}]\downarrow +2CO\uparrow }}}

## Физические свойства
Октакарбонилдиферрат натрия образует жёлто-коричневое кристаллы, чрезвычайно неустойчивые на воздухе.
Растворяется в воде, ацетоне, ацетонитриле,
умеренно растворяется в тетрагидрофуране,
не растворяется в эфире.